# Green Bay Packers 1926
La stagione 1926 dei Green Bay Packers è stata la sesta della franchigia nella National Football League. La squadra, allenata da Curly Lambeau, ebbe un record di 7-3-3, terminando quinta in classifica.

## Calendario
| Stagione regolare |              |                             |           |        |
| Gara              | Data         | Avversario                  | Risultato | Record |
| 1                 | 19 settembre | Detroit Panthers            | V 21–0    | 1–0    |
| 2                 | 26 settembre | Chicago Bears               | P 6–6     | 1–0–1  |
| 3                 | 3 ottobre    | Duluth Eskimos              | P 0–0     | 1–0–2  |
| 4                 | 10 ottobre   | Chicago Cardinals           | S 7–13    | 1–1–2  |
| 5                 | 17 ottobre   | Milwaukee Badgers           | V 7–0     | 2–1–2  |
| 6                 | 24 ottobre   | Racine Tornadoes            | V 35–0    | 3–1–2  |
| 7                 | 31 ottobre   | at Chicago Cardinals        | V 3–0     | 4–1–2  |
| 8                 | 7 novembre   | at Milwaukee Badgers        | V 21–0    | 5–1–2  |
| 9                 | 14 novembre  | Louisville Colonels         | V 14–0    | 6–1–2  |
| 10                | 21 novembre  | at Chicago Bears            | S 13–19   | 6–2–2  |
| 11                | 25 novembre  | at Frankford Yellow Jackets | S 14–20   | 6–3–2  |
| 12                | 28 novembre  | at Detroit Panthers         | V 7–0     | 7–3–2  |
| 13                | 19 dicembre  | at Chicago Bears            | P 3–3     | 7–3–3  |

## Classifiche
| Classifica NFL           |    |   |   |      |     |     |     |
|                          | V  | S | P | %    | PF  | PS  | STR |
| Frankford Yellow Jackets | 14 | 1 | 2 | .933 | 236 | 49  | V6  |
| Chicago Bears            | 12 | 1 | 3 | .923 | 216 | 63  | A1  |
| Pottsville Maroons       | 10 | 2 | 2 | .833 | 155 | 29  | P1  |
| Kansas City Cowboys      | 8  | 3 | 0 | .727 | 76  | 53  | V7  |
| Green Bay Packers        | 7  | 3 | 3 | .700 | 151 | 61  | P1  |
| New York Giants          | 8  | 4 | 1 | .667 | 151 | 61  | V3  |
| Los Angeles Buccaneers   | 6  | 3 | 1 | .667 | 67  | 57  | S1  |
| Duluth Eskimos           | 6  | 5 | 3 | .545 | 113 | 81  | S1  |
| Buffalo Rangers          | 4  | 4 | 2 | .500 | 53  | 62  | P1  |
| Chicago Cardinals        | 5  | 6 | 1 | .455 | 74  | 98  | S1  |
| Providence Steam Roller  | 5  | 7 | 1 | .417 | 89  | 103 | S1  |
| Detroit Panthers         | 4  | 6 | 2 | .400 | 107 | 60  | S3  |
| Hartford Blues           | 3  | 7 | 0 | .300 | 57  | 99  | S1  |
| Brooklyn Lions           | 3  | 8 | 0 | .273 | 60  | 150 | S3  |
| Milwaukee Badgers        | 2  | 7 | 0 | .222 | 41  | 66  | S5  |
| Dayton Triangles         | 1  | 4 | 1 | .200 | 15  | 82  | S2  |
| Akron Indians            | 1  | 4 | 3 | .200 | 23  | 89  | P1  |
| Racine Tornadoes         | 1  | 4 | 0 | .200 | 8   | 92  | S4  |
| Columbus Tigers          | 1  | 6 | 0 | .143 | 26  | 93  | S5  |
| Canton Bulldogs          | 1  | 9 | 3 | .100 | 46  | 161 | S1  |
| Hammond Pros             | 0  | 4 | 0 | .000 | 3   | 56  | S4  |
| Louisville Colonels      | 0  | 4 | 0 | .000 | 0   | 108 | S4  |

Note:
- I pareggi non venivano conteggiati ai fini della classifica fino al 1972.[2]